# Góry Hășmaș
Hășmaș (też Curmăturii, rum. Munții Hășmaș, węg. Hagymás-hegység) – pasmo górskie w Karpatach Wschodnich w Rumunii. Zbudowane jest z głównie z piaskowca. Najwyższym szczytem jest Hășmașul Mare o wysokości 1792 m n.p.m. W górach swoje źródła ma rzeka Aluta.
Góry zamieszkane są głównie przez węgierskojęzycznych Seklerów, stąd większość nazw jest dwujęzyczna.
Część pasma znajduje się w obszarze Parku Narodowego Cheile Bicazului – Hășmaș. Charakterystycznymi miejscami w górach są m.in. Lacul Roșu (Jezioro Czerwone) oraz przełom rzeki Bicaz.

## Najwyższe szczyty
- Hășmașul Mare (Nagy-Hagymás) – 1792 m n.p.m.
- Hăghimașul Negru (Fekete-Hagymás) – 1773 m n.p.m.
- Ecem (Ecsém-tető) – 1707 m n.p.m.
- Piatra Singuratică (Egyes-kő) – 1608 m n.p.m.
- Suhardul Mic – (Kis-Cohárd) – 1345 m n.p.m.